# Entrada/salida solapada
En informática, entrada/salida solapada (en inglés Overlapped I/O) es una extensión de entrada/salida (en adelante E/S) asíncrona de la API de Windows que fue introducido en Windows NT.
En la E/S síncrona, el proceso que realiza la petición entra en un estado de espera hasta que ésta ha finalizado. Un proceso que realiza una petición de E/S asíncrona, realiza una petición de E/S al núcleo. Si ésta es aceptada, el proceso continúa realizando otras tareas hasta que el núcleo le avisa de que la operación ha finalizado. En ese momento el proceso interrumpe la tarea que estaba realizando y procesa la información obtenida de la operación de E/S.
En programación sobre Windows, la E/S solapada es una característica de la API de Windows para operaciones que tratan con ficheros. Se introdujo en Windows NT y es especialmente útil en aplicaciones que utilizan sockets y tuberías con nombre (named pipes). Windows 95, 98 y ME no soportan bien esta característica.
Una posible analogía al concepto de E/S solapada en Unix serían los descriptores de fichero no bloqueantes (non-blocking file descriptors), pero implican una gran reestructuración del código para obtener resultados similares. Otra posibilidad sería la API para E/S asíncrona de POSIX (POSIX asynchronous I/O API) aunque no está soportada universalmente por todos los sistemas Unix.